# Barry Beijer
Barry Beijer (Zevenaar, 6 december 1989) is een Nederlands voetballer die bij voorkeur als centrale verdediger speelt. Hij stond van 2015 tot 2017 onder contract bij Achilles '29 waarmee hij in de Eerste Divisie speelde. In januari 2021 verruilde hij VV DOVO voor SV TEC.

## Carrière
Beijer begon in 1996 met voetballen bij DVV Duiven waar hij een aantal keer werd uitgeroepen tot speler van het jaar. In 2009 maakte hij de overstap naar Vitesse uit Arnhem, waar hij in Jong Vitesse speelde. Beijer had moeite het hogere niveau voetbal te combineren met zijn universitaire studie en besloot daarop medio 2011 de overstap te maken naar De Treffers uit Groesbeek, dat destijds uitkwam in de Topklasse. Medio 2015 maakt hij de overstap naar aartsrivaal Achilles '29. Op 7 augustus 2015 debuteerde hij tegen Jong Ajax (2-1 winst) als invaller voor Mischa Boelens. In het seizoen 2016/17 degradeerde hij met Achilles '29 uit de Eerste divisie, waarna hij de overstap naar SV Spakenburg maakte. In zijn eerste seizoen promoveerde hij met de club van de Derde Divisie naar de Tweede Divisie. In 2020 maakte hij de overstap naar VV DOVO dat uitkomt in de Derde divisie. In januari 2021 ging hij naar SV TEC in de Tweede divisie.

### Statistieken
| Seizoen                   | Club          | Land      | Competitie       | Competitie | Competitie | Beker | Beker | Totaal | Totaal |
| Seizoen                   | Club          | Land      | Competitie       | Wed.       | Dlp.       | Wed.  | Dlp.  | Wed.   | Dlp.   |
| ------------------------- | ------------- | --------- | ---------------- | ---------- | ---------- | ----- | ----- | ------ | ------ |
| 2011/12                   | De Treffers   | Nederland | Topklasse Zondag | 19         | 2          | 0     | 0     | 19     | 2      |
| 2012/13                   | De Treffers   | Nederland | Topklasse Zondag | 29         | 0          | 1     | 0     | 30     | 0      |
| 2013/14                   | De Treffers   | Nederland | Topklasse Zondag | 29         | 0          | 1     | 0     | 30     | 0      |
| 2014/15                   | De Treffers   | Nederland | Topklasse Zondag | 28         | 1          | 2     | 0     | 30     | 1      |
| 2015/16                   | Achilles '29  | Nederland | Eerste divisie   | 24         | 1          | 2     | 0     | 26     | 1      |
| 2016/17                   | Achilles '29  | Nederland | Eerste divisie   | 37         | 1          | 1     | 0     | 38     | 1      |
| 2017/18                   | SV Spakenburg | Nederland |                  | 0          | 0          | 0     | 0     | 0      | 0      |
| Totaal                    | Totaal        | Totaal    | Totaal           | 166        | 5          | 7     | 0     | 173    | 5      |
| Bijgewerkt op 20 mei 2017 |               |           |                  |            |            |       |       |        |        |